# Giacomo Bresadola

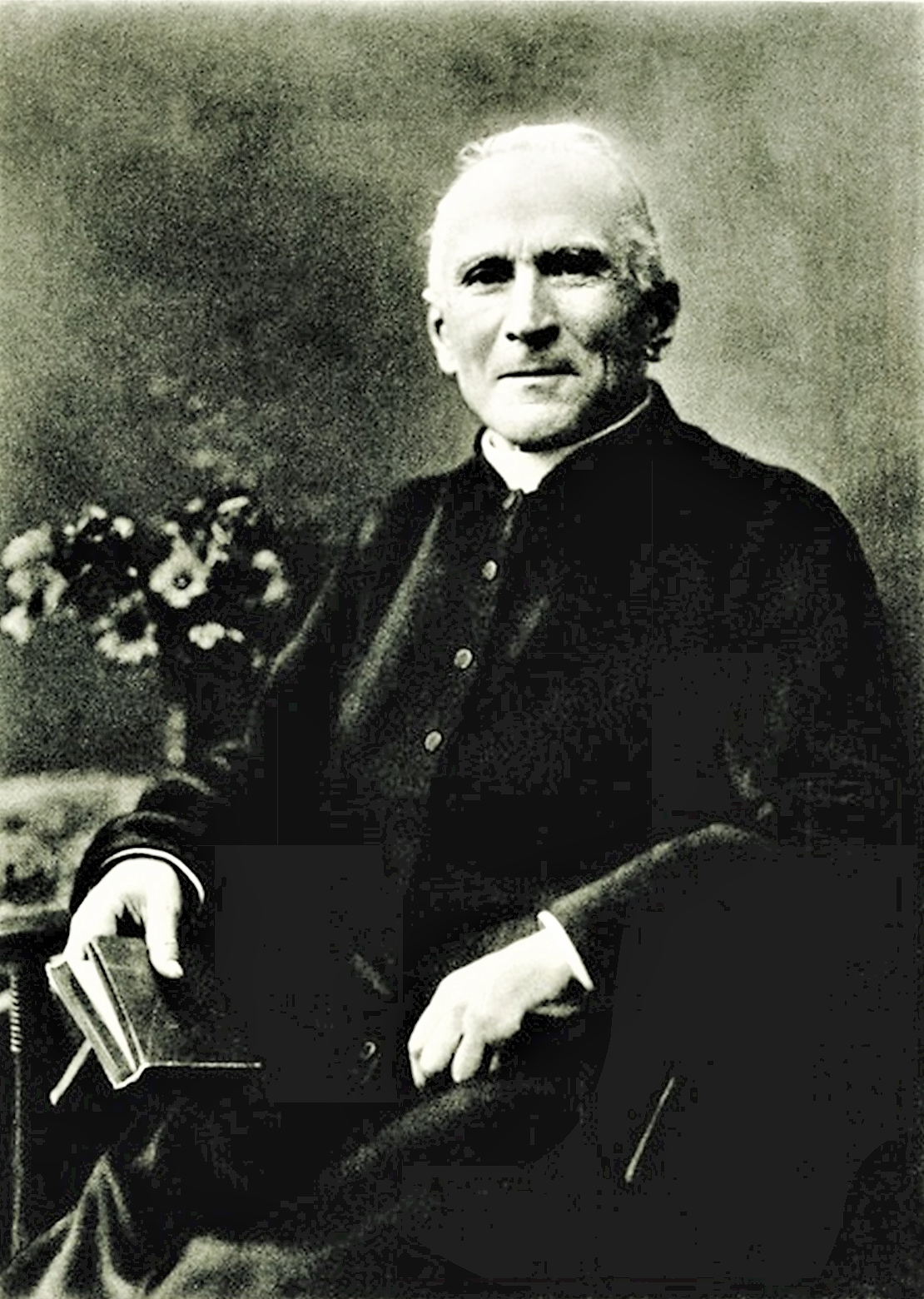
Giacomo Bresadola la bătrânețe

Giacomo Bresadola, și Giacopo (n. 14 februarie 1847, Ortisé-Menàs, comuna Mezzana –  d. 9 iunie 1929, Trento), a fost un preot romano-catolic și un renumit micolog și botanist italian - caracterizând peste o mie de specii noi de ciuperci. Legat de aceasta, a fost de asemenea acuarelist, desenator și ilustrator. A fost membru fondator al asociației franceze de micologie (Société mycologique de France). O dovadă a marii aprecieri de care s-a bucurat și se bucură în domeniul micologiei este și numărul mare de taxoni care i-au fost dedicați. Abrevierea numelui său în cărți științifice este Bres..

## Biografie

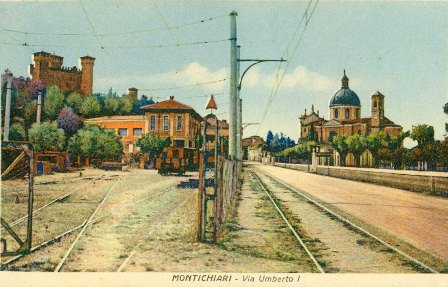
Montichiari, via Umberto I

### Tinerețea
Giacopo s-a născut  într-o familie de fermieri în apropiere de Trento, pe atunci parte a imperiului habsburgic, părinții lui fiind Simone și Domenica Bresadola. Băiatul, care a arătat deja de mic un interes în botanică, a frecventat mai întâi școala primară în Mezzana, apoi, în anul 1856, a fost trimis de tatăl său la fratele acestuia, preot la Cloz în Val di Non (astăzi în regiunea Trentino-Tirolul de Sud), pentru a-și continua educația. Dar deja în 1857, părintele s-a mutat la Montichiari în provincia Brescia, unde a devenit un comerciant de bronz, luând feciorul cu el. La doisprezece ani, Giacomo a fost trimis să studieze la Institutul Tehnic din Rovereto și Trento. Acolo a fost fruntașul clasei timp de patru ani la rând.

### Preotul

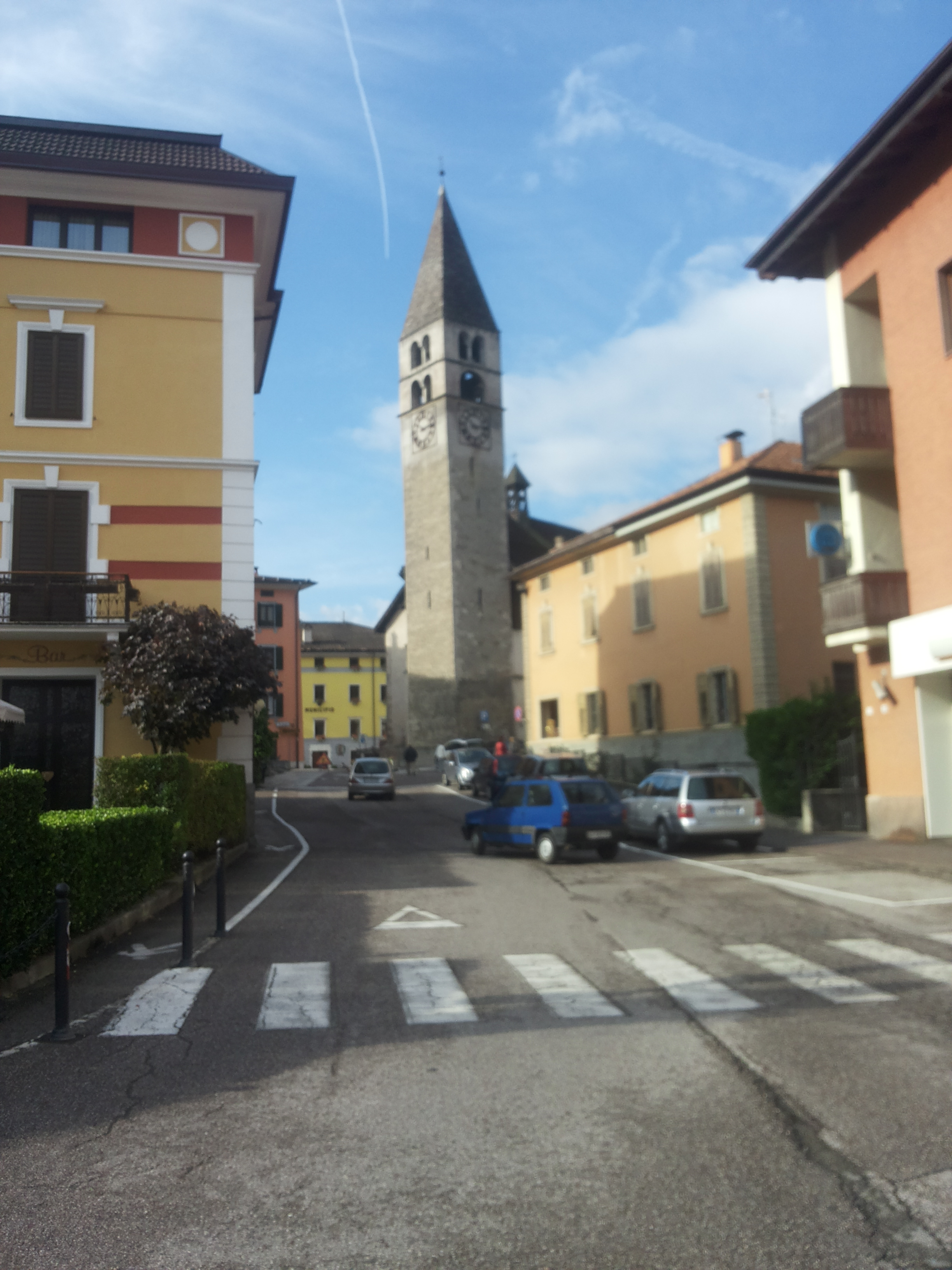
Malè (TN)

Dezamăgit de faptul, că la examenele de bacalaureat la renumitul Imperial Regio Ginnasio di Trento a fost numai al doilea, el n-a mai vrut să studieze materii tehnice și a  intrat în seminarul teologic de la Trento (1866). Numai patru ani mai târziu a fost hirotonisit preot. A început ca capelan în Baselga di Pinè, apoi a slujit la Roncegno Terme, în fine, în anul 1874 a fost numit paroh de Magràs în municipiul Malè din Val di Sole.
În anul 1885, a fost transferat la Trento, la curia episcopală, unde a fost numit administrator al Capitolului Catedralei, o funcție care a îndeplinit-o până la pensionarea sa la sfârșitul anului 1910.
La aniversarea a 80 de ani de viață, el a fost distins cu demnitatea unui canonic de onoare.

### Micologul
Curând după preluarea conducerii parohiei de la Malè, s-a dedicat studiului botanicii aprofundându-și cunoștințele despre mușchi și licheni, apoi a început studiul ciupercilor sub impulsul părintelui Giovanella da Cembra, un călugăr capucin din mănăstirea Malè, căruia i-a și dedicat ulterior o nouă specie de bureți, Omphalia giovanellae, sin. Clitopilus giovanellae (Bres.) Sing.
După pensionarea sa în 1910, Bresadola a continuat activitatea de micolog. S-a ocupat cu lucrările lui Gustavo Venturi (1830-1898) și Carlo Vittadini (1800-1865). Dar evenimentul decisiv pentru cercetările sale micologice în Trentino a fost scrisoarea sa către profesorul de botanică de la Universitatea din Padova, Pier Andrea Saccardo (1845-1920), în care a solicitat să aibă voie să întrebuințeze lucrările acestuia, profesorul dându-i permisiunea. De atunci, de fapt, s-a născut o prietenie fructuoasă precum și o colaborare de lungă durată între cei doi. În colaborare cu Saccardo a publicat la Padova lucrarea Mycromycetes Tridentini, unde sunt tratate mai mult de 300 de specii (1889).
Dar Saccardo nu a fost singura persoană de contact din mediul savant. Bresadola a început să colaboreze cu reviste botanice faimoase din Europa precum numeroși micologi de renume internațional. Printre aceștia sunt de amintit Lucien Quélet, Narcisse Théophile Patouillard, Émile Boudier, Jean-Baptiste Barla, Paul Sydow, Henning și Massalongo. De o importanță crucială a fost relația cu Hubert Bourdot și Amédée Galzin în studiul întreprins de către cei doi micologi francezi despre Aphyllophorales.
Atât numărul mare de ciuperci noi pe care le-a găsit în timpul excursiilor sale și contactul cu diverși micologi al timpului a dus la un interes specific în micologie. Mai ales descrierile sistematice ale speciilor de ciuperci au avut mare influență asupra cunoașterii științfice a ciupercilor.

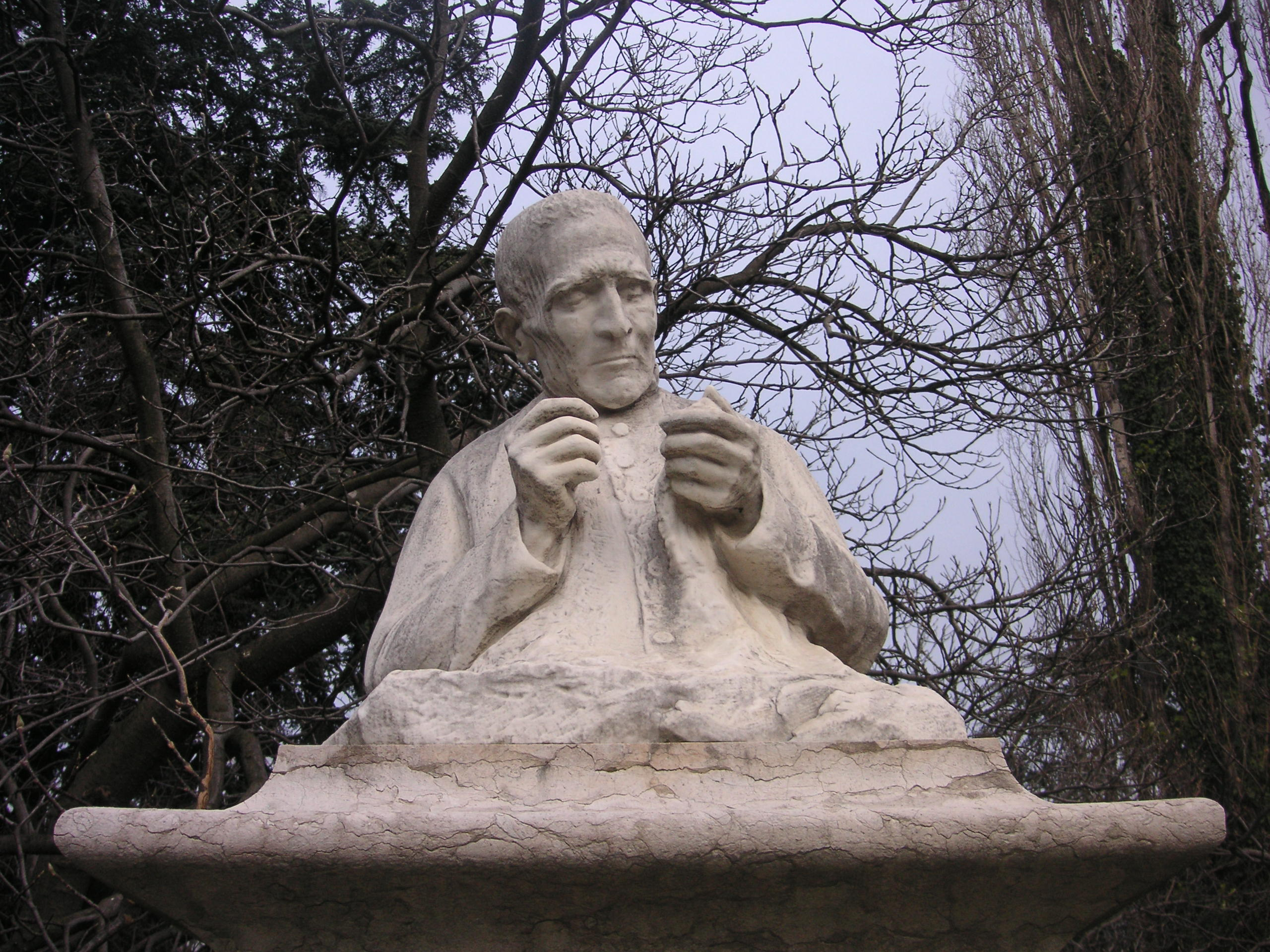
Monumentul lui G. Bresadola la Trento

În anul 1927, doi ani înaintea morții sale, Universitatea din Padova l-a numit Doctor honoris causa. Marele micolog a decedat în casa sa modestă din Trento, în timp ce lucra la opera sa capitală Iconographia Mycologica care a fost ulterior completată post-mortem prin eforturile Societății Italiene de Botanică și ale Muzeului de Istorie Naturală din Trento.

## Onoruri
În afară de a fi un fondator al asociației franceze de micologie (Société mycologique de France) și membru al Academiei Pontificale de Lincei, Bresadola a primit în viață multe onoruri, printre care: membru de onoare al Societății Italiene de Botanică, membru al "Societății Botanice a Americii", membru corespondent de onoare al British Mycological Society precum membru de onoare al Deutsche Gesellschaft für Pilzkunde.
În onoarea sa o stradă i-a primit numele în Malè, mai sunt denumite după el Comitetul Științific G. Bresadola precum Grupului Micologic G. Bresadola. În ambele instituții cunoscutul micolog Bruno Cetto a fost președinte.
Pe 13 septembrie 1930, în timpul unei sesiuni a Societății Botanice Italiene care a avut loc în Trento la Muzeul de Istorie Naturală, a fost dezvelit un monument de marmură în piața Dante, dedicat marelui savant. Senatorul Marconi și toți reprezentanții autorităților au fost prezenți la această ceremonie, la care politicianul l-a numit „cel mai renumit micolog din lume”.

## Lucrări (selecție)
- Savantul a scris pentru neenumerate reviste și publicații micologice.
- Prima sa operă prin care s-a făcut cunoscut în Europa a fost Fungi tridentini novi vel nondum delineati et iconibus illustrati, primul volum editat în 1881, iar al doilea în 1892. Acestea reprezintă un atlas cu 281 specii și varietăți descrise și ilustrate cu 217 tablouri pictate de el. Ambele volume sunt scrise în limba latină și italiană.
  - Fungi tridentini novi vel nondum delineati et iconibus illustrati, vol. 1, Editura J. B. Monauni, Trento 1881 (în limba latină)
  - Fungi tridentini novi vel nondum delineati et iconibus illustrati, vol. 2, Editura J. Zippel, Trento 1892 (în limba latină)
- Mycromycetes Tridentini, unde sunt tratate mai mult de 300 de specii (1889, în colaborare cu Andrea Saccardo)
- I funghi mangerecci e velenosi dell'Europa media con speciale riguardo a quelli che crescono nel Trentino în opt volume cu 121 de litografii colorate, în limba germană și italiană (Editura Lit. Tip. Johann Zippel, Trient 1906)
- Iconographia Mycologica, cea mai mare operă a lui Bresadola, în 26 de volume, descriind 143 de genuri, incluzând toate speciile apartenente,  cu 1250 de tablouri (1925-1933), finalizată postum (vezi mai sus)

## Taxoni descriși de Bresadola (selecție)

### Genuri
- Bourdotia (Bres.) Bres. & Torrend 1913, Broteria, ser. bot. 11: 88
- Copelandia Bres. 1912, Hedwigia 53: 51
- Jaapia Bres. 1911, Annls mycol. 9: 428

### Specii și subspecii
Toate speciile și subspeciile se pot verifica în marea sa operă Iconographia Mycologica, volumele I-XXV, in lucrarea sa de 2 volume Fungi tridentini novi vel nondum delineati et iconibus illustrati respectiv la MycoBank. 
| - Psalliota campestris var. radicata (Vittad. : Bres.) Bohus (1969) - Asterostroma laxum Bres., 1920 - Asterostroma medium Bres., 1920 - Asterostroma ochroleucum Bres., 1920 - Clavulina vanderystii ([[Bres.) Corner (1950) - Clavulina viridula (Bres.) D.A.Reid, 1962 - Clitocybe tabescens (Scop.) Bres., 1900 - Collybia dryophila var. peronata, var. vernalis Schulzer & Bres., 1903 - Corticium queletii Bres., 1901 - Cortinarius variegatus Bres., 1884 - Cyphella alboflavida Bres., 1926 - Cyphella cochlearis Bres., 1903 - Dacrymyces palmatus (Schwein.) Bres., 1904 - Discina melaleuca Bres., 1898 - Discina repanda var. terrestris Bres., 1910 - Eichleriella leucophaea Bres., 1903 - Entoloma excentricum Bres., 1881 - Entoloma turci (Bres.) M.M.Moser, 1978 - Exidia umbrinella Bres., 1900 - Exobasidium graminicola Bres., 1892 - Ganoderma pfeifferi Bres., 1889 - Gloeoporus dichrous (Fr.) Bres., 1912 - Gyromitra leucoxantha (Bres., 1881) Harmaja, 1969 - Hebeloma fusipes, Bres., 1892 - Hebeloma hiemale Bres., 1898 - Helvella queletii Bres., 1882 - Heterochaete delicata (Klotzsch ex Berk.) Bres., 1912 - Hygrocybe marchii (Bres.) F.H.Møller (1945) - Hygrophorus marzuolus (Fr.) Bres., 1893 - Hygrophorus queletii Bres., 1881 - Inocybe aurivenia (Batsch) Bres. (1930) - Inocybe cookei Bres., 1892 | - Inocybe fulvella Bres., 1892 - Inocybe fulvida Bres., 1930 - Inocybe hirtella Bres., 1884 - Inocybe incarnata Bres., 1884 - Inocybe patouillardii Bres., 1905 - Inocybe umbrina Bres., 1884 - Jaapia argillacea Bres., 1911 - Lactarius uvidus var. pallidus Bres., 1915 - Lentinus elmeri Bres., 1912 - Lepiota boudieri Bres., 1884 - Lepiota carinii - Lepiota helveola, Bres., 1882 - Lepiota ignicolor, Bres., 1882 - Lepiota lilacea, Bres., 1882 - Lepiota rubella Bres., 1889 - Morchella tridentina Bres., 1882 - Mycena olida Bres., 1887 - Nectria galligena Bres., 1901 - Panaeolus guttulatus Bres., 1883 - Panellus stipticus var. albus Bres., 1883 - Peniophora frangulae Bres., 1928 - Peniophora nuda (Fr.) Bres., 1897 - Peniophora proxima Bres., 1912 - Peniophora versicolor (Bres.) Sacc., 1902 - Peziza praetervisa Bres., 1897 - Peziza vesiculosa var. succinea Bres., 1892 - Phlebia livida Bres., 1897 - Pleurotus cucullatus (Bres.) Bres. 1920 - Pleurotus ramosii Bres. 1926 - Pleurotus resinaceus Bres. 1920 - Pleurotus rickii Bres. 1920 - Pluteus diettrichii Bres., 1905 | - Pluteus granulatus Bres., 1881 - Pluteus lutescens (Fr.) Bres. (1929) - Pluteus murinus Bres., 1905 - Ramaria testaceoflava (Bres., 1884) Corner, 1950 - Russula puellaris var. leprosa (Bres.) Romagn., 1956 - Russula alutacea f. pavonina Bres., 1929 - Russula azurea Bres., 1882 - Russula chloroides (Krombh.) Bres., 1900 - Russula elegans Bres., 1882 - Russula lilacea var. carnicolor Bres., 1892 - Russula purpurascens Bres., 1929 - Russula similis Bres., 1929 - Russula torulosa Bres., 1929 - Russula turci Bres., 1882 - Sebacina carneola Bres., 1926 - Septobasidium carestianum Bres., 1897 - Septobasidium cavarae Bres., 1905 - Septobasidium fuscoviolaceum Bres., 1903 - Septobasidium marianii Bres., 1905 - Suillus tridentinus (Bres., 1881) Singer (1945) - Torrendia pulchellaBres., 1902 - Tricholoma goniospermum Bres., 1881 - Tricholoma squarrulosum Bres., 1892 - Tricholoma sulfurescens Bres., 1905 - Tulasnella brinkmannii Bres., 1920 - Tulasnella eichleriana Bres., 1903 - Tulasnella fuscoviolacea Bres., 1900 - Tulasnella pinicola Bres., 1903 - Tulostoma armillatum Bres., 1904 - Tulostoma melanocyclum Bres., 1904 - Vuilleminia megalospora Bres., 1926 |

## Taxoni dedicați lui Bresadola

### Specii și familii
| - Agaricus bresadolae Schulzer, (= Lepiota, Leucocoprinus, = Leucoagaricus americanus) - Agaricus bresadolanus Bohus (1969) - Alternaria bresadolae (Parisi) P. Joly (1964); - Amanita bresadolae Schulzer; - Amanita bresadolae (Rick.) Rick. (1937) - Amanita bresadolana (Bres.) Neville & Poumarat (2004) - Anixia bresadolae Höhn. - Apiocrea bresadolana (A. Møller) G.R.W.Arnold (1972) - Armillaria bresadolae Rick (1907) - Ascochyta bresadolae Sacc. & P.Syd. (1899) - Ascophanus bresadolae Boud. (1907) - Astrosporina bresadolae (Massee) E.Horak (1979) - Auricularia bresadolae Schulzer - Boletus bresadolae Schulzer (1885) - Boletus bresadolanus J.Blum (1970) - Bovista bresadolae (Schulzer) De Toni - Bresadolia, gen Speg. (1883) - Bresadolia caucasica Shestunov (1910) - Cellularia bresadolae (Schulzer) O.Kuntze (1898) - Cenangium bresadolae Rehm (1896), (= Encoeliopsis bresadolae) - Ceriporia bresadolae (Bourdot & Galzin) Bondartsev & Singer - Ciborinia bresadolae (Rick) J.T.Palmer (1992) - Clavaria bresadolae Quél. (1888), (= Mucronella bresadolae) - Clavaria bresadolae Cavara (1891), (= Ramariopsis pulchella) - Clitocybe bresadolae Schulzer (1885) - Clitocybe bresadolana Singer (1937) - Collybia bresadolae Sacc. & D. Sacc. (1962), (= Gymnopus erythropus) - Coprinus bresadolae Schulzer (1885) - Corticium bresadolae Bourdot (1910), (= Granulobasidium vellereum) - Corticium bresadolae Sacc. & Trotter (1910) - Corticium bresadolanum Sacc. & Trotter (1912), (Byssocristella bresadolana Sacc. & Trotter Jülich (1973)=Tomentellopsis bresadolana) - Cortinarius bresadolae Schulzer - Cortinarius bresadolanus Moënne-Locc. & Reumaux (1995) - Cortinarius dibaphus var. bresadolae M.M.Moser (1975) - Cortinarius uraceus f. bresadolae Schulzer (1885) - Coryne bresadolae Rehm; - Crepidotus bresadolae Pilát (1948), (= Crepidotus versutus) - Cronartium bresadolanum Henn. (1895) - Cyclomyces bresadolae Henn. ex G.Cunn. (1965) - Cyphella bresadolae Grelet (1922), (= Merismodes bresadolae) - Dendryphion bresadolellae Höhn. - Diplodia bresadolae Tassi (1896) - Diplonaevia bresadolae (Rehm) B. Hein (1983) - Encoeliopsis bresadolae (Rehm) J.W. Groves (1969) - Favolus bresadolanus Speg. (1926), (= Favolus tenuiculus) - Flammula bresadolae Schulzer (1885) - Galerina bresadolana Bon (1983) - Gibberella bresadolae (Rick) L. Holm (1968) - Gibberidea bresadolae Rick - Globaria bresadolae Schulzer - Grandinia bresadolae P.Karst. (1898) | - Helvella fusca var. bresadolae Boud. (1909) - Hericium bresadolae (Quél.) Malençon (1958), (= Mucronella bresadolae) - Hydnum bresadolae Quél. (1891) - Hygrophorus bresadolae Quél. (1881) - Hyphoderma bresadolae Jülich (1974) - Hypochnus bresadolae Brinkmann (1903), (= Tomentella stuposa) - Hypomyces bresadolae Sacc. - Hypomyces bresadolanus A.Møller (1901) - Hypoxylon bresadolae (Theiss.) P.M.D. Martin (1967) - Infundibulicybe bresadolana (Singer) Harmaja (2003) - Inocybe bresadolae Massee (1904) - Inocybe bresadolana Bon (1983) - Irpex bresadolae Schulzer (1885), (= Irpex lacteus) - Lachnella bresadolae Strasser - Lactarius bresadolanus Singer - Laetinaevia bresadolae (Rehm) Petr. (1940) - Lentinus bresadolae Schulzer (1885), (= Panus conchatus) - Lenzites bresadolae Schulzer (1885) - Lepiota bresadolae Henn. - Leptonia bresadolae Schulzer - Leptosphaeria bresadolana Jaap (1916) - Macrosporium bresadolae Parisi (1922) - Marasmius bresadolae Kühner & Romagn. (1953), (= Gymnopus erythropus) - Melanoleuca bresadolae Singer (1943) - Melanoleuca bresadolana Bon (1988) - Merismodes bresadolae (Grelet) Singer (1975) - Microporus bresadolae (Schulzer) Kuntze (1898) - Microsphaera bresadolae (Quél.) Bres. - Mucronella bresadolae (Quél.) Corner (1970) - Mycena bresadolae Schulzer - Mycena bresadolana Robich & Neville (1998) - Myriogenospora bresadolana Henn. (1902) - Naevia bresadolae Rehm - Neogodronia bresadolae (Rehm) Schläpf.-Bernh. (1969), (= Encoeliopsis bresadolae) - Omphalia bresadolae Maire - Pezizella bresadolae Rehm - Phellinus bresadolanus Teixeira (1992), (= Hydnochaete peroxydata) - Phlebia bresadolae Parmasto (1967) - Phloeospora bresadolae Allesch. - Phoma bresadolae Sacc. - Phyllosticta bresadolae Sacc. & D. Sacc. | - Phyllosticta bresadolana Bubák & Kabát (1906) - Pilosace bresadolae Schulzer - Pirottaea bresadolae Sacc. (1889), (= Pirottaea bresadolae var. bresadolae) - Podosphaera bresadolae Quél. - Polyporus bresadolae Schulzer (1885) - Polyporus bresadolanus (Speg.) Popoff & J.E. Wright (1998), (= Favolus tenuiculus) - Polystictus bresadolae (Schulzer) Sacc. (1888), (= Irpex lacteus) - Polystictus bresadolanus Speg. (1919) - Poria bresadolae Bourdot & Galzin (1925) - Pterula bresadolana Henn. (1893) - Ramularia bresadolae U. Braun (1991) - Rhabdospora bresadolae Allesch. - Rosellinia bresadolae Theiss. (1908) - Russula bresadolae Schulzer - Scleroderma bresadolae Schulzer - Sclerotinia bresadolae'' Rick (1990), (= Ciborinia bresadolae) - Sebacina bresadolae Lloyd (1925) - Septobasidium bresadolae Pat. - Septoria bresadolae Teterevn. (1984) - Septoria bresadolana K. Krieg. (1915) - Stemphylium bresadolae Neerg. (1945) - Stereum bresadolanum Lloyd (1913), (= Podoscypha involuta) - Suillus bresadolae (Quél.) Gerhold (1985) - Thelephora bresadolae Schulzer (1885) - Thelephora bresadolae Henn. (1901) - Tomentella bresadolae (Brinkmann) Bourdot & Galzin (1908), (= Tomentella stuposa) - Tomentellopsis bresadolana (Sacc. & Trotter) Jülich & Stalpers (1980) - Trametes bresadolae Ryvarden (1988) - Tricholoma bresadolae Schulzer (1977) - Tricholoma bresadolanum Clémençon (1977) - Tubercularia bresadolae Sacc. & D. Sacc. - Tulostoma bresadolae Petri (1904) - Typhula bresadolae (Sacc. & Dalla Costa{?}) Trotter (1925) - Uromyces bresadolae Tranzschel (1910) - Volvaria bresadolae Trotter - Xylodon bresadolae (Schulzer) Kuntze (1898), (= Irpex lacteus) |

### Subspecii
| - Agaricus campestris var. bresadolae Istv. - Cortinarius dibaphus var. bresadolae (Meinhard Michael Moser\|M.M. Moser]]) Quadr. (1985) - Cortinarius helvolus var. bresadolae Rob.Henry & Ramm (1989) - Cortinarius livor var. bresadolae M.M.Moser (1983),(1986) - Cortinarius nemorosus var. bresadolae (M.M.Moser) Bon & Gauge{?} (1975) - Cortinarius saturninus var. bresadolae M.M.Moser [Hydrocybe saturnina var. bresadolae M.M.Moser (1953)] - Cortinarius uraceus var. bresadolae Schulzer - Cortinarius vibratilis var. bresadolae Kühner (1959),(1989) | - Galerina cerina var. bresadolae A.H. Sm. & Singer (1955) - Odontia junquillea var. bresadolae Sacc. & Dalla Costa{?} (1915) - Phlegmacium dibaphum var. bresadolae M.M.Moser (1960) - Russula atropurpurea var. bresadolae (Schulzer) Singer (1932) [R. krombholzii f. bresadolae (Schulzer) Bon (1988) [var. b. (1990)] - Russula delica var. bresadolae Singer (1938) - Suillus aeruginascens var. bresadolae (Quél.) M.M.Moser (1967), [= Suillus viscidus var. b. (Quél.) Bon (1988)] - Tomentella jaapii subsp. bresadolae (Brinkmann) Bourdot & Galzin (1924), (= *Tomentella stuposa) - Typhula muscicola subsp. bresadolae Sacc. & Dalla Costa{?} (1915) |

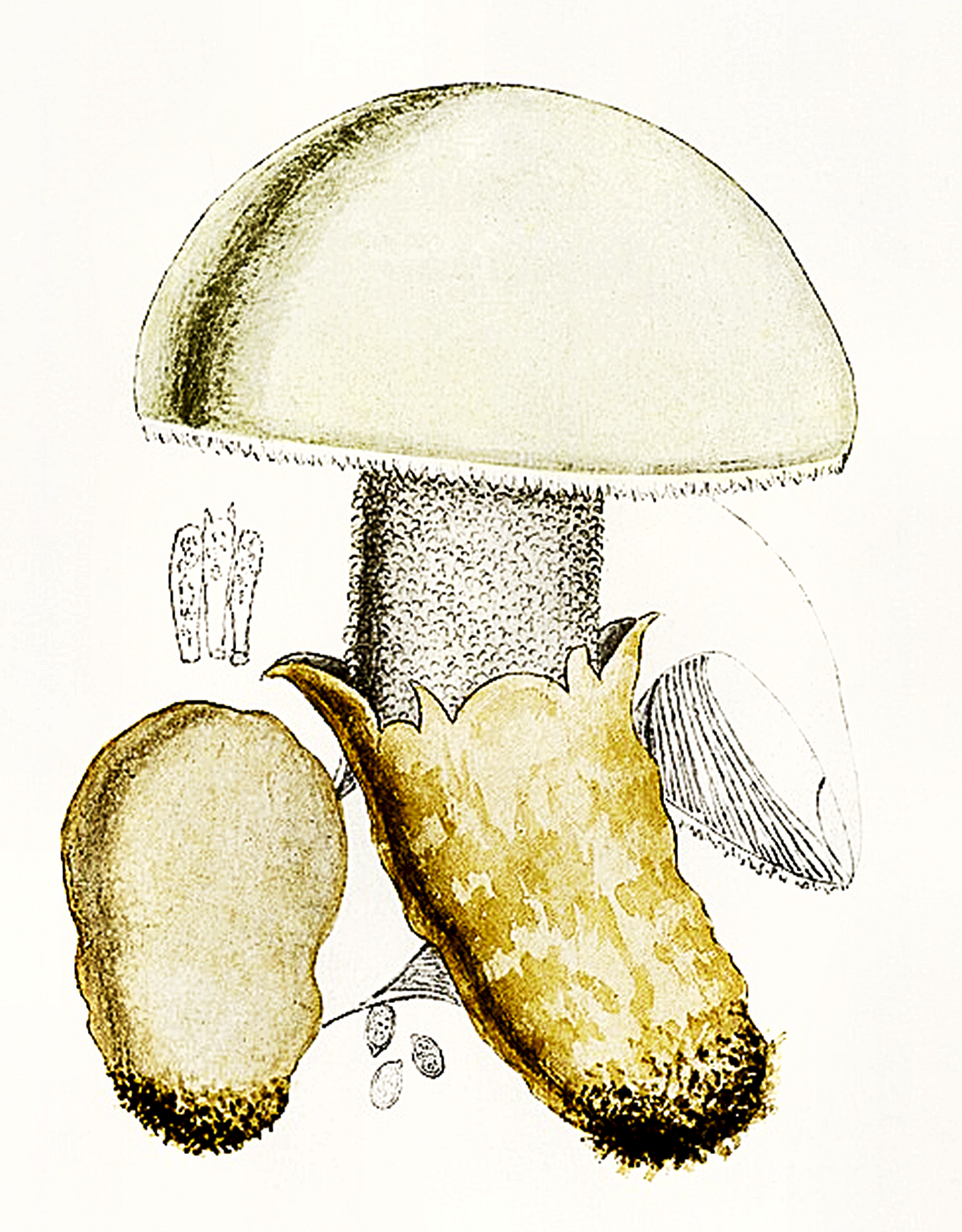
Bres.: Amanita ovoidea
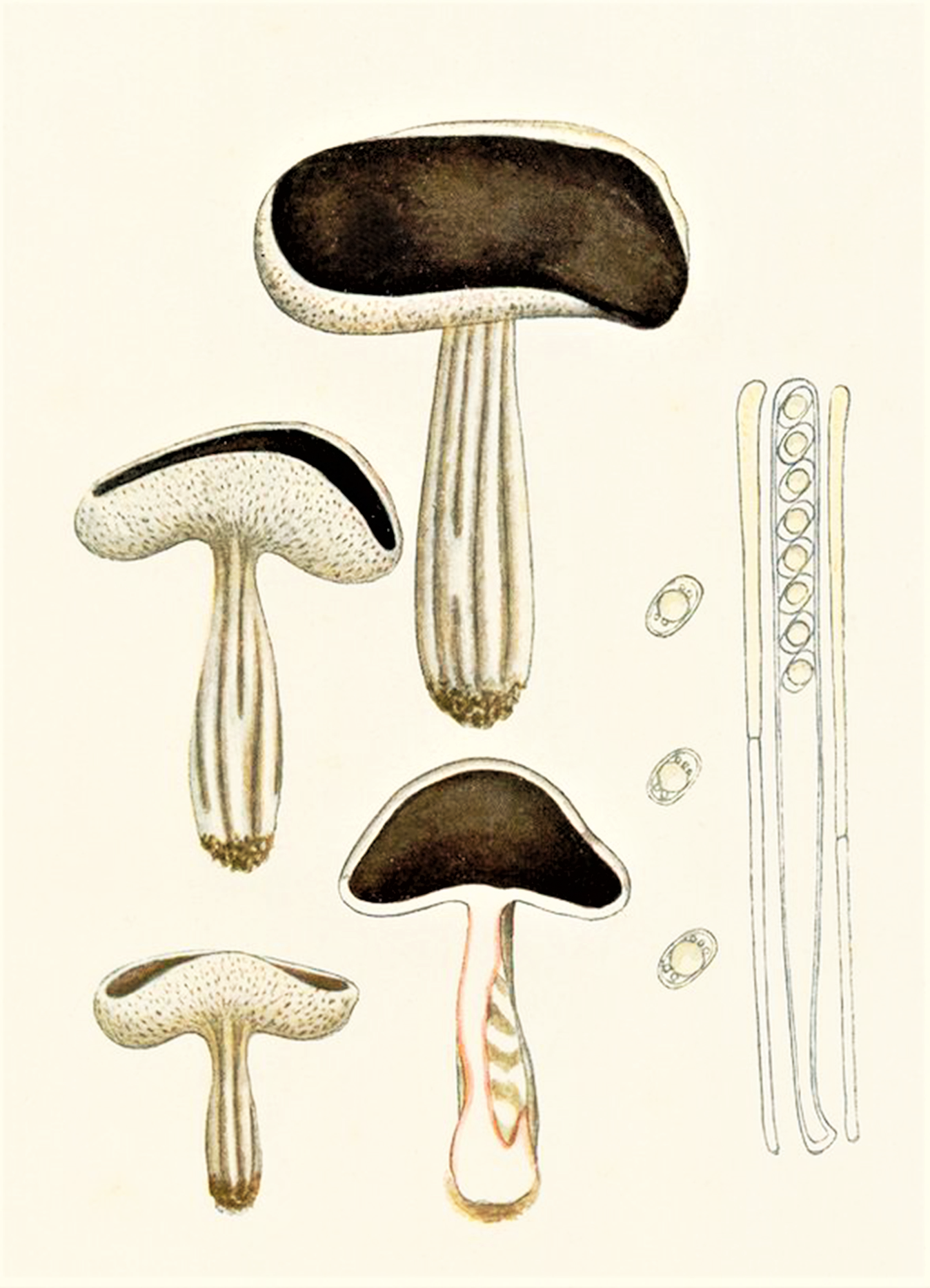
Bres.: Helvella queletii
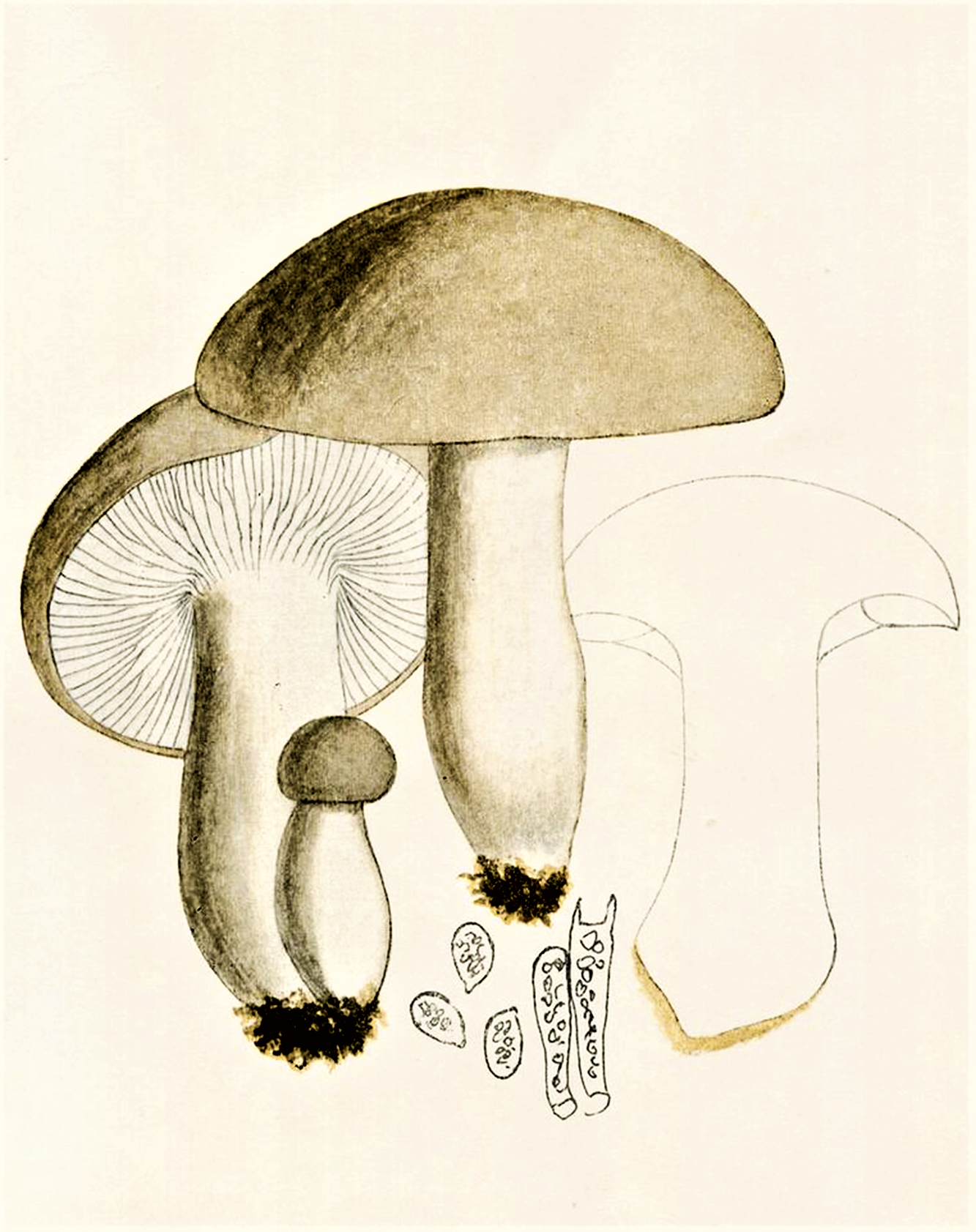
Bres.: Hygrophorus marzuolus
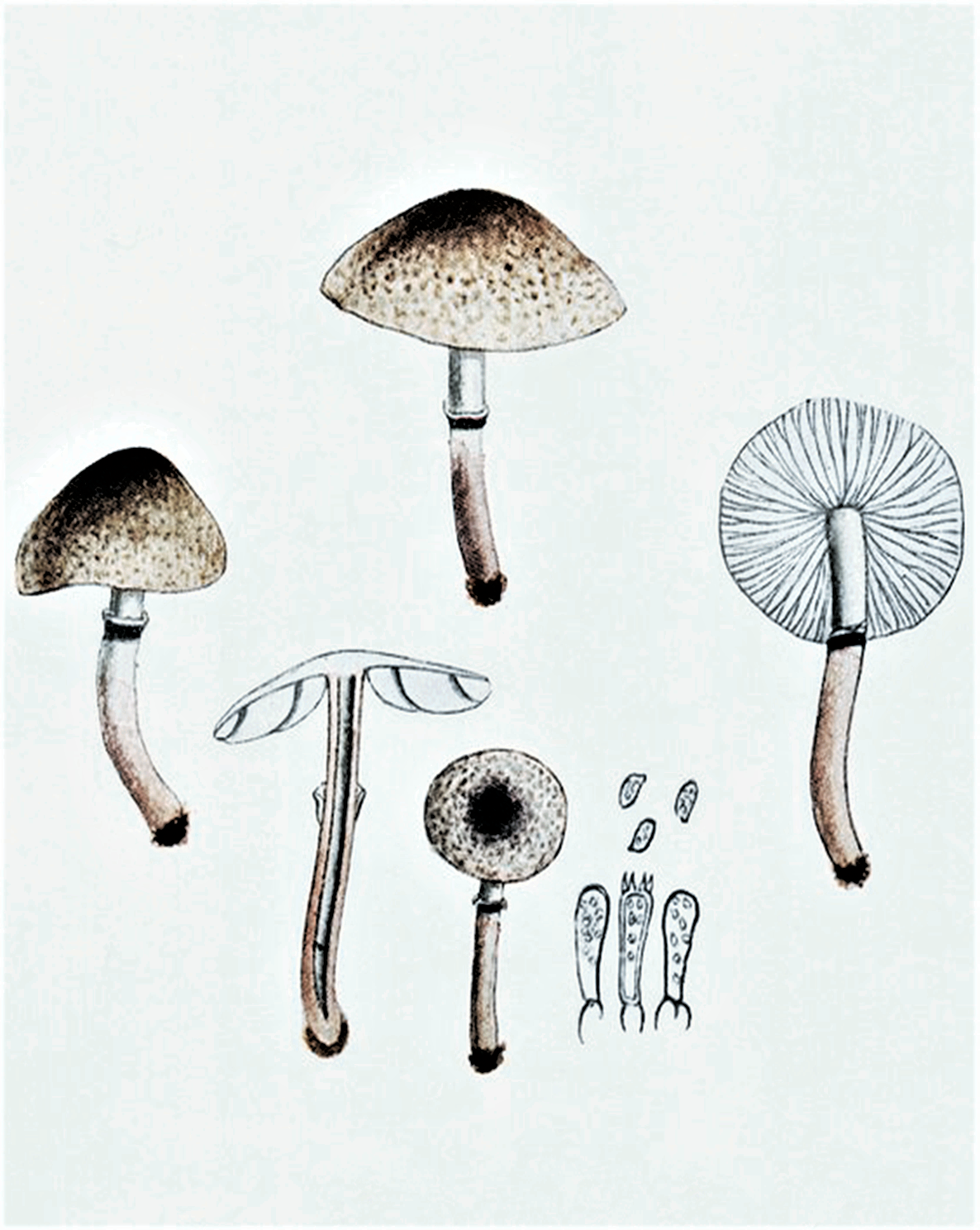
Bres.: Lepiota lilacea
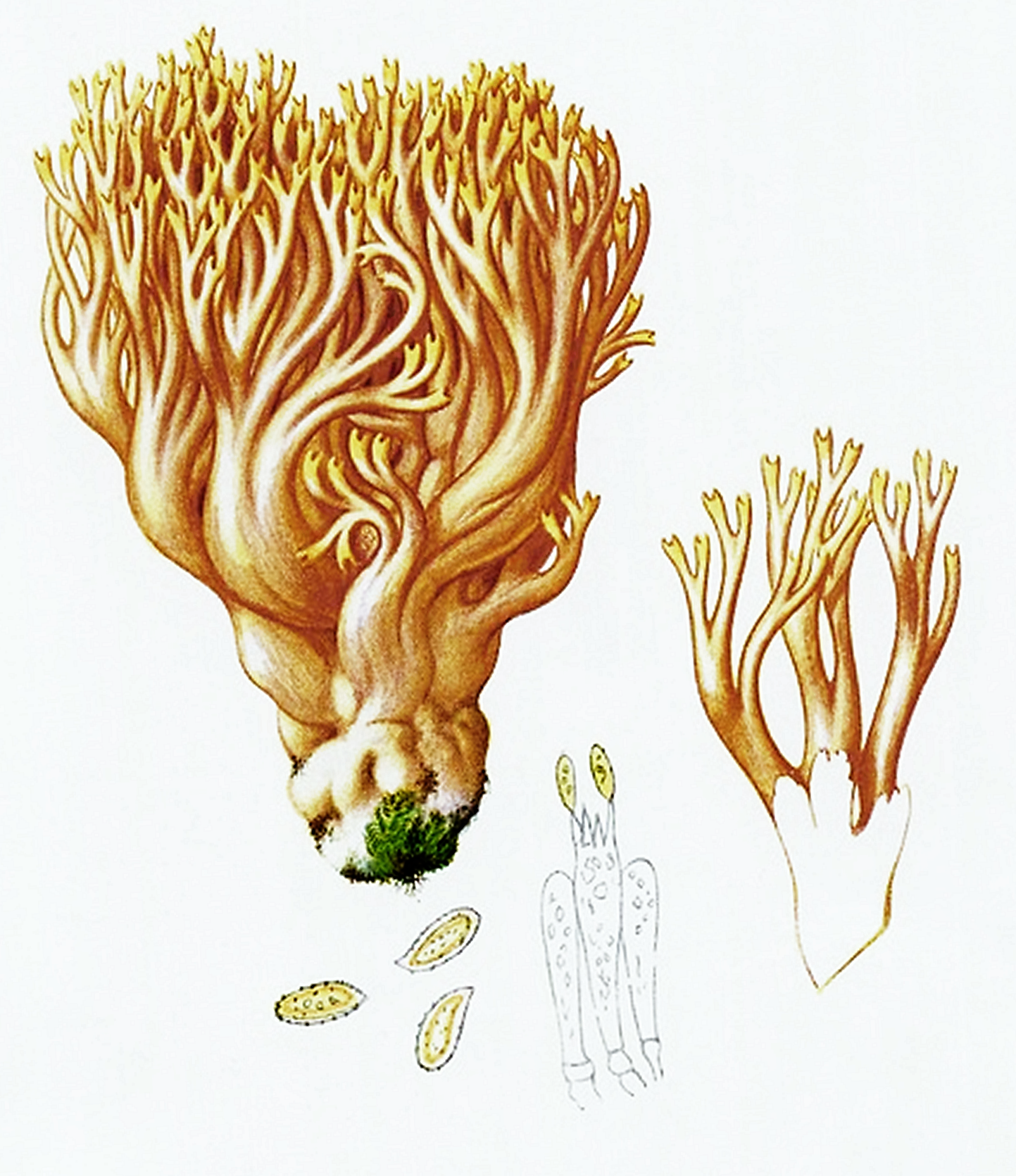
Bres.: Clavaria formosa
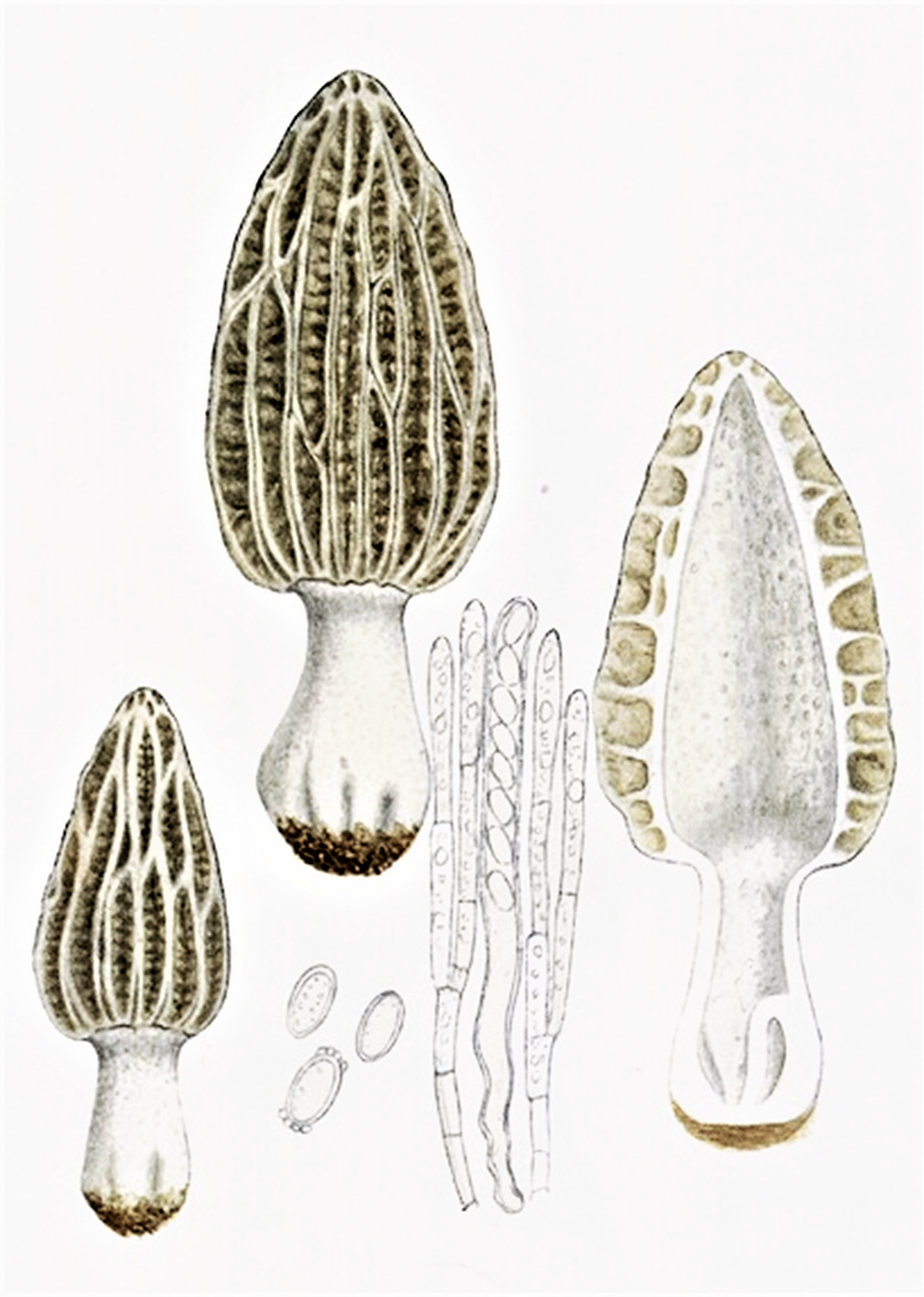
Bres.: Morchella tridentina

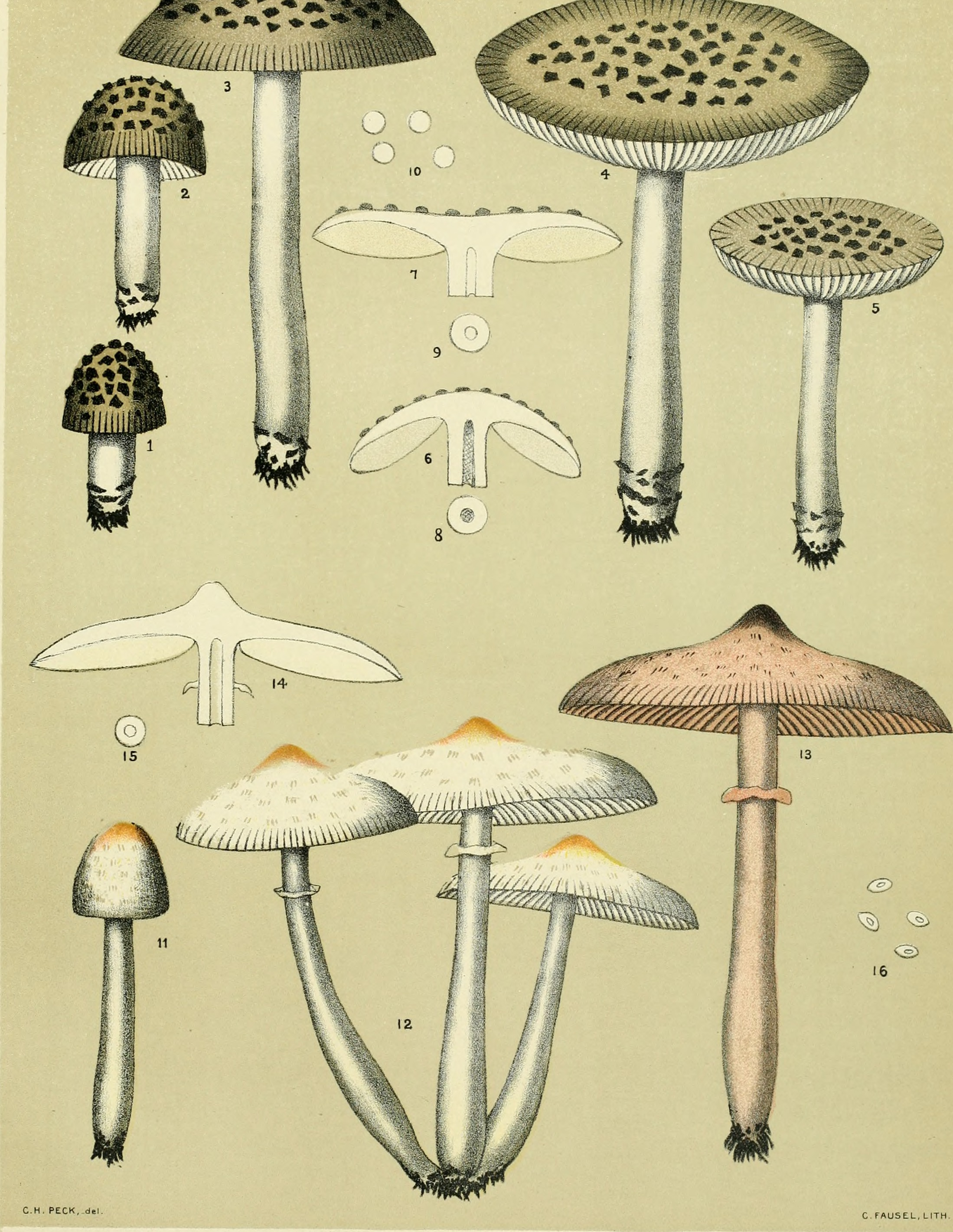
Agaricus bresadolae Schulzer
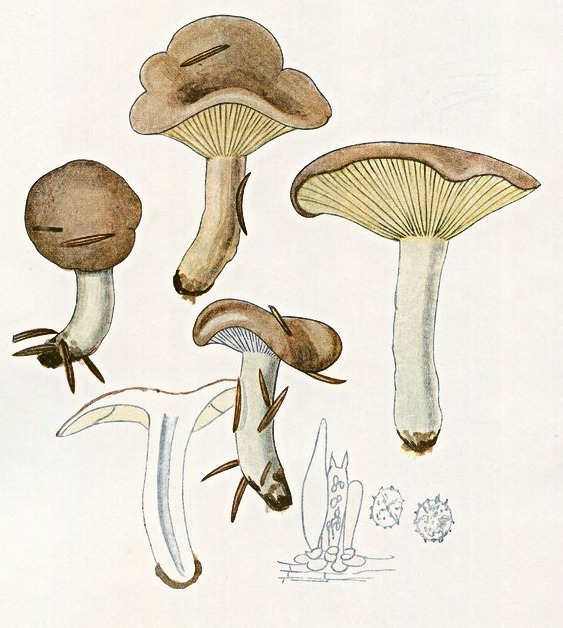
Lactarius fascinans Bres.
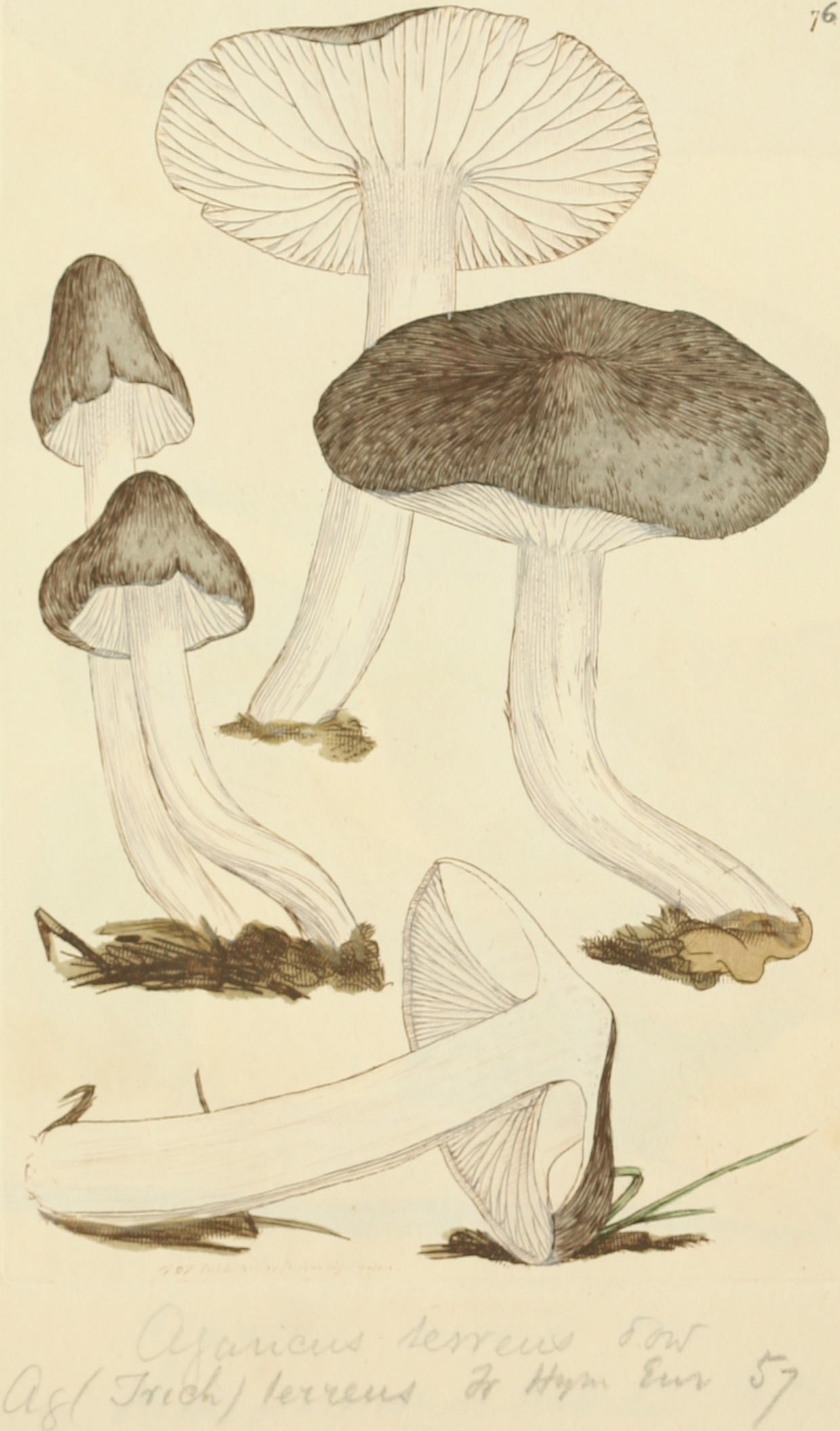
Tricholoma bresadolae
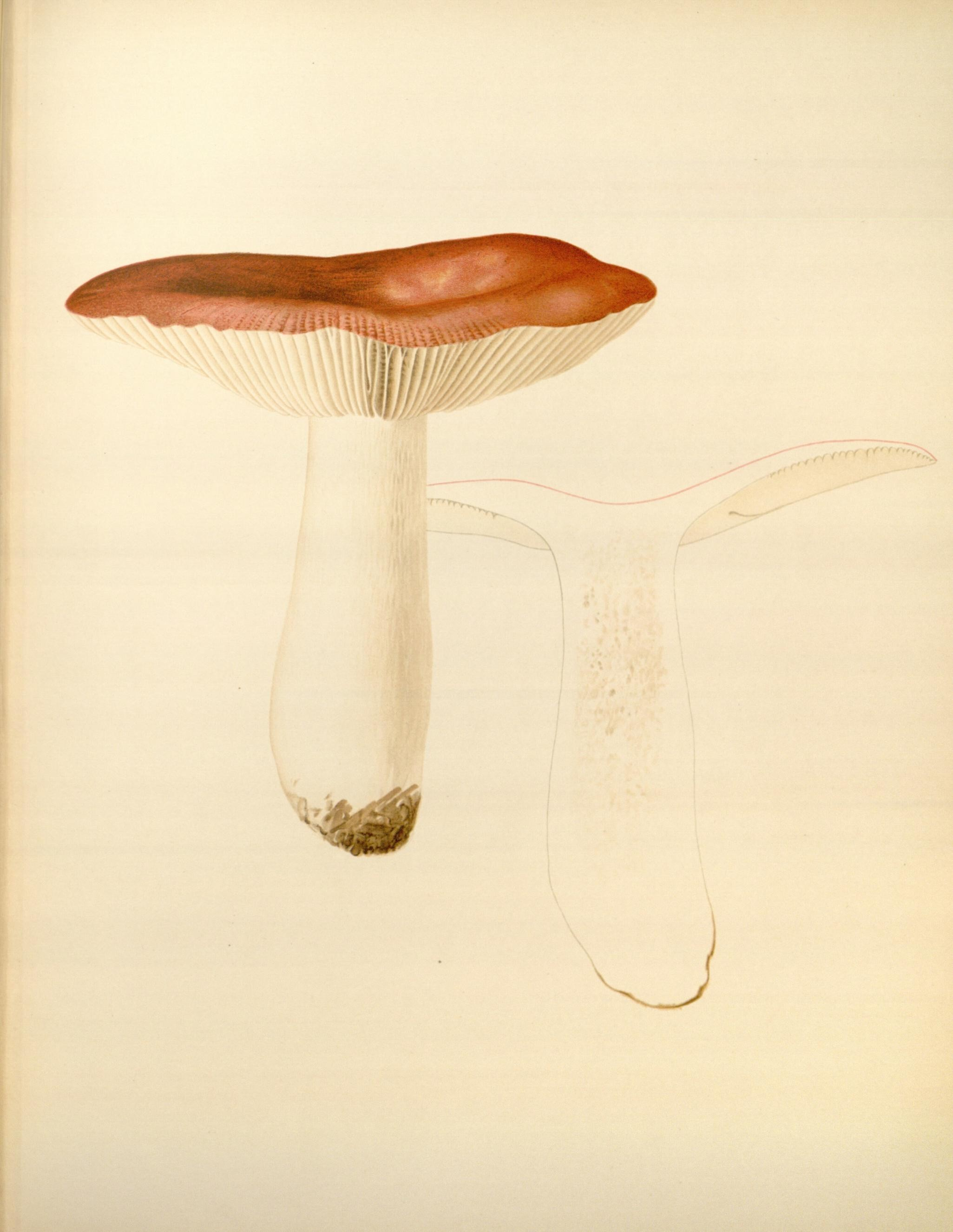
Russula atropurpurea var. bresadolae

## Publicații (selecție)
Bresadola a contribuit extraordinar de mult la dezvoltarea micologiei. Cele mai multe lucrări le-a scris în limba latină.

### Opere mari
| - Fungi tridentini novi vel nondum delineati et iconibus illustrati, 2 vol. Editura J. Zippel, Trento 1881 și 1892, cu un atlas de 281 specii și varietăți, cu 217 plăci colorate Vol. 2) - I funghi mangerecci e velenosi dell'Europa media con speciale riguardo a quelli che crescono nel Trentino, Editura G. Zippel, Trento 1899 - I funghi mangerecci e velenosi dell'Europa media: con speciale riguardo a quelli che crescono nel Trentino e nell' alta Italia, cu 112 litografii colorate, Editura U. Hoepli, Milano 1899 - I funghi mangerecci e velenosi dell'Europa media con speciale riguardo a quelli che crescono nel Trentino, cu 121 litografii colorate, Editura G. Zippel, Trento 1906 - Iconographia Micologoca de Giacomo Bresadola, vol. I, cu 50 de plăci colorate, Editura Mediolani, Milano 1927 - Iconographia Micologoca de Giacomo Bresadola, vol. II, cu 50 de plăci colorate, Editura Mediolani, Milano 1927 - Iconographia Micologoca de Giacomo Bresadola, vol. III, cu 50 de plăci colorate, Editura Mediolani, Milano 1928 - Iconographia Micologoca de Giacomo Bresadola, vol. IV, cu 50 de plăci colorate, Editura Mediolani, Milano 1928 - Iconographia Micologoca de Giacomo Bresadola, vol. V, cu 50 de plăci colorate, Editura Mediolani, Milano 1928 - Iconographia Micologoca de Giacomo Bresadola, vol. VI, cu 50 de plăci colorate, Editura Mediolani, Milano 1928 | - Iconographia Micologoca de Giacomo Bresadola, vol. VII, cu 50 de plăci colorate, Editura Mediolani, Milano 1928 - Iconographia Micologoca de Giacomo Bresadola, vol. VIII, cu 50 de plăci colorate, Editura Mediolani, Milano 1928 - Iconographia Micologoca de Giacomo Bresadola, vol. IX, cu 50 de plăci colorate, Editura Mediolani, Milano 1929 - Iconographia Micologoca de Giacomo Bresadola, vol. X, cu 50 de plăci colorate, Editura Mediolani, Milano 1929 - Iconographia Micologoca de Giacomo Bresadola, vol. XI, cu 50 de plăci colorate, Editura Mediolani, Milano 1929 - Iconographia Micologoca de Giacomo Bresadola, vol. XII, cu 50 de plăci colorate, Editura Mediolani, Milano 1929 - Iconographia Micologoca de Giacomo Bresadola, vol. XIII, cu 50 de plăci colorate, Editura Mediolani, Milano 1930 - Iconographia Micologoca de Giacomo Bresadola, vol. XIV, cu 50 de plăci colorate, Editura Mediolani, Milano 1930 - Iconographia Micologoca de Giacomo Bresadola, vol. XV, cu 50 de plăci colorate, Editura Mediolani, Milano 1930 - Iconographia Micologoca de Giacomo Bresadola, vol. XVI, cu 50 de plăci colorate, Editura Mediolani, Milano 1930 | - Iconographia Micologoca de Giacomo Bresadola, vol. XVII, cu 50 de plăci colorate, Editura Mediolani, Milano 1931 - Iconographia Micologoca de Giacomo Bresadola, vol. XVIII cu 50 de plăci colorate, Editura Mediolani, Milano 1931 - Iconographia Micologoca de Giacomo Bresadola, vol. XIX cu 50 de plăci colorate, Editura Mediolani, Milano 1931 - Iconographia Micologoca de Giacomo Bresadola, vol. XX cu 50 de plăci colorate, Editura Mediolani, Milano 1931 - Iconographia Micologoca de Giacomo Bresadola, vol. XXI cu 50 de plăci colorate, Editura Mediolani, Milano 1932 - Iconographia Micologoca de Giacomo Bresadola, vol. XXII cu 50 de plăci colorate, Editura Mediolani, Milano 1932 - Iconographia Micologoca de Giacomo Bresadola, vol. XXIII cu 50 de plăci colorate, Editura Mediolani, Milano 1932 - Iconographia Micologoca de Giacomo Bresadola, vol. XXIV cu 50 de plăci colorate, Editura Mediolani, Milano 1932 - Iconographia Micologoca de Giacomo Bresadola, vol. XXV cu 50 de plăci colorate, Editura Mediolani, Milano 1933 |

### Articole
| - Fungi Lusitani collecti a cl. viro Adolphus Fr. Moller, anno 1890, în: Boletim da Sociedade Broteriana, nr. 9 (1891) - Champignons de la Hongrie, în: Revue Mycologique Toulouse, nr. 13, p. 20-33 (1891) - Fungi aliquot Saxonici novi lecti a cl. W. Krieger, în: Hedwigia, nr. 31, p. 40-41 (1892) - Fungi aliquot Saxonici novi lecti a cl. W. Krieger, în: Hedwigia, nr. 32, p. 32 pp. (1893) - Die von Herrn P. Sintenis auf der Insel Portorico 1884-1887 gesammelten Pilze, în: Botanische Jahrbücher für Systematik, Pflanzengeschichte und Pflanzengeografie, o placă, nr. 17, p. 489-501 (1893) - Fungi aliquot Saxonici novi vel critici a cl. W. Krieger lecti (contributio III ad Floram Mycol. Saxoniae), în: Hedwigia, nr. 33, p. 206-210 (1894) - Fungi aliquot Saxonici novi a cl. W. Krieger lecti. IV, în: Hedwigia, nr. 35, p. 199-200 (1896) - Fungi Brasilienses lecti a cl. Dr Alfredo Möller, în: Hedwigia, nr. 35, p. 276-302 (1896) - Hymenomycetes Hungarici Kmetiani. Atti dell'I.R, în: Accademia di Scienze Lettere ed Arti degli Agiati in Rovereto, seria 3, nr. 3, p. 66-114 (1897) - Enumerazione dei funghi della Valsesia raccolti dal Ch. Ab. Antonio Carestia, în: Malpighia, nr. 11, p. 241-325, împreună cu Pier Antonio Saccardo (1897) - Fungi Congoenses, în: Bulletin de la Société Royale de Botanique de Belgique, 5 plăci, nr. 38, p. 152-168, împreună cu Pier Antonio Saccardo (1899) - Fungi aliquot Saxonici novi. VI, în: Hedwigia, nr. 39, p 325-347 (1900) | - Hymenomycetes Fuegiani a cl. P. Dusén et O. Nordenskjöld lecti, în: K. Vetenskaps-Akademiens Förhandlingar, nr. 2, p. 311-316 (1900) - Hymenomycetes fuegiani a Dusén, Nordenskjold lecti - Wissenschaftliche Ergebnisse der Schwedischen Expedition nach den Magellansländern 1895-1897 , vol. III (1900) - Mycetes Lusitanici novi. Atti dell'I.R, în: Accademia di Scienze Lettere ed Arti degli Agiati in Rovereto, seria 3, nr. 8, p. 128-133 (1902) - Fungi Polonici a cl. Viro B. Eichler lecti (continuatio), în: Annales Mycologici, nr. 1, p. 65-131, 1 placă (1903) - Fungi Polonici, în: Annales Mycologici, nr. 1, p. 65-96 (1903) - Mycologia Lusitanica. Diagnoses fungorum novorum, în: Brotéria, Seria Botânica nr. 2, p. 87-92 (1903) - Hymenomycetes novi vel minus cogniti, în: Annales Mycologici, nr. 3, p. 159-164 (1905) - Fungi aliquot Gallici novi vel minus cogniti, în: Annales Mycologici, nr. 6, p. 37-47 (1908) - Drittes Verzeichniss zu meiner Exsiccatenwerk Fungi Selecti Exsiccati, seriile IX-XII (201-300), în: Verhandlungen des Botanischen Vereins der Provinz Brandenburg, nr. 50, p. 29-51 (1908) - Fungi Congoenses, în: Annales Mycologici, nr. 9, p. 266-276 (1911) - Adnotanda mycologica, în: Annales Mycologici, nr. 9, p. 425-428 (1911) - Polyporaceae Javanicae, în: Annales Mycologici, nr. 10, p. 492-508 (1912) | - Basidiomycetes Philippinenses. Series I, în: Hedwigia, vol. 51, nr. 4, p. 306-326 (1912) - Basidiomycetes Philippinenses. Series II, în: Hedwigia, vol. 53, p. 46-80 (1912) - Champignons de Congo Belge, în: Bulletin du Jardin Botanique de l'État à Bruxelles, nr. 4, p. 6-30 (1913) - Neue Pilze aus Sachsen, în: Annales Mycologici, nr.13, p. 104-106 (1915) - Basidiomycetes Philippinenses. Series III, în: Hedwigia, vol. 56, nr. 4, p. 289-307 (1915) - Synonymia et adnotanda mycologica, în: Annales Mycologici nr. 14, p. 221-242 (1916) - Selecta mycologica, în: Annales Mycologici, nr. 18, p. 26-70 (1920) - New species of fungi, în: Mycologia, vol. 17, nr. 2, p. 68-77 (1925) - Selecta mycologica II în: Studi Trentini Sen Il. Sci. Nat. ed. Econ. vol. 7, nr. 1, p. 51-81 (1926) |